# St. Georg (Großeutersdorf)

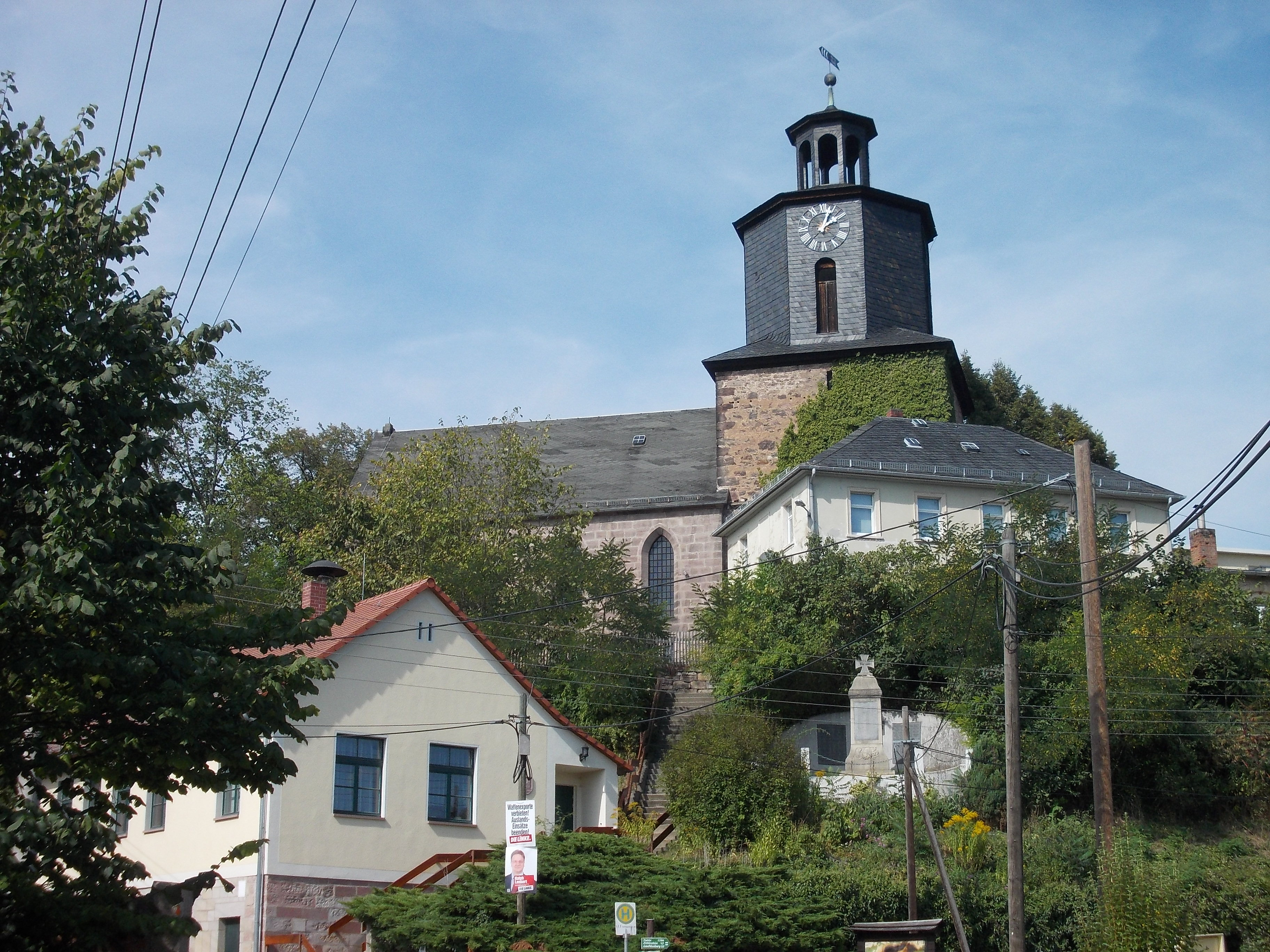
Dorfkirche St. Georg

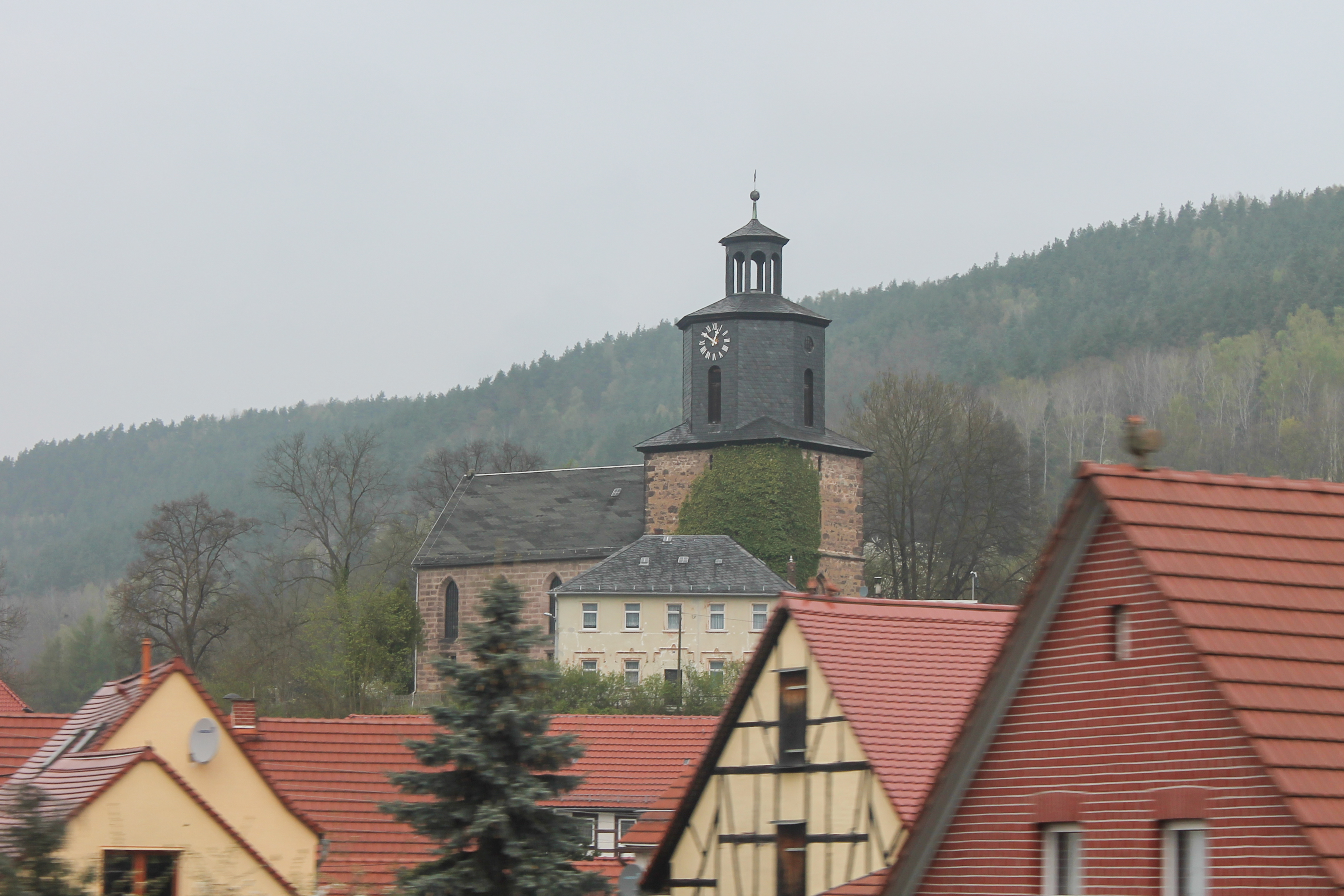
Ansicht von der Bahnstrecke Großheringen–Saalfeld

Die Dorfkirche St. Georg steht in der Gemeinde Großeutersdorf im Saale-Holzland-Kreis in Thüringen. Sie gehört zum Pfarrbereich Kahla im Kirchenkreis Eisenberg der Evangelischen Kirche in Mitteldeutschland.

## Lage
Diese Kirche steht westlich der Bundesstraße 88 am Fuß der Saalehänge beim Friedhof.

## Geschichte
Großeutersdorf wurde schon im 12. Jahrhundert mit einer Kirche urkundlich genannt. Die Krypta unter dem Chor mit seinem Tonnengewölbe ist der älteste Teil der Kirche. Um 1500 wurde der Chorturm gebaut. Die dicken Mauern und Schießscharten heben den Wehrcharakter der Kirche hervor. Aus dieser Zeit stammen auch die Sakramentsnische mit einer Tür aus Eisen sowie Schnitzfiguren im Chor. 1842 wurde dem Chorturm das obere achteckige Geschoss aufgesetzt.

## Kirchenschiff
Das einschiffige Langhaus ist nach dem Abbruch des alten Kirchturmes 1880 neugotisch gebaut worden. Die dreiseitigen Emporen gestaltete man im gleichen Stil. Die Orgel baute 1890 Carl Lösche aus Rudolstadt ein. Diese Orgel wurde 2009 saniert. Die älteste Glocke Dorate wurde 1506 eingebaut. 1582 kam die mittlere Glocke dazu. Die kleinste Glocke stammt aus dem 17. Jahrhundert und wurde 1834 umgegossen. 1917 wurde sie beschlagnahmt und 1937 schaffte man sich Ersatz an, der 1942 wiederum für Kriegszwecke eingezogen wurde.

## Pfarrer
- 1684 – 1726 Andreas Ehrenberger